# Rafael Morais
Rafael Morais (nascido a 25 de junho de 1989) é um ator português. Rafael Morais trabalhou com vários realizadores de renome nacional e internacional, tais como Marco Martins, Pedro Cabeleira, Nick Hamm, João Canijo, Luis Prieto, Gentian Koçi, Mário Barroso, Tiago Guedes, entre outros.

## Biografia
Rafael Morais estudou na Escola Profissional de Teatro de Cascais, tendo depois recebido uma bolsa da GDA para completar a sua formação na Stella Adler Academy em Los Angeles.
Rafael Morais reside entre Portugal e os Estados Unidos da América.

## Cinema
Em 2007, Rafael estreou-se no cinema com "Um Amor de Perdição" de Mário Barroso (Selecção Oficial do Locarno International Film Festival. 
Desde então, Rafael Morais participou em dezenas de filmes e séries dos quais se podem destacar "Mal Viver" de João Canijo (Prémio Urso de Prata no Festival de Cinema Berlinale); "Viver Mal" de João Canijo (Selecção Oficial Encounters no Festival de Cinema Berlinale); "A Cup of Coffee and New Shoes On" de Gentian Koçi (Candidato Oficial aos Oscars e com o qual Rafael Morais foi premiado com o Prémio de Melhor Actor no PriFest); "Como Desenhar um Círculo Perfeito" (candidato português aos Oscars) de Marco Martins; "Amadeo" de Vicente Alves do Ó ; "Sangue do Meu Sangue" de João Canijo (candidato português aos Oscars e selecção oficial nos festivais: Toronto International Film Festival; San Sebastian International Film Festival; Berlin International Film Festival; AFI Fest, entre muitos outros); "Joshua Tree, 1951: A Portrait of James Dean" de Matthew Mishory (Palm Springs International Film Festival; Santa Barbara International Film Festival; "Oh, Gallow Lay" de Julian Wayser (Festival Internacional de Cinema de Veneza) e "Pátria" de Bruno Gascon; entre outros.
Rafael Morais é também conhecido pela sua participação nas séries de sucesso mundial da Netflix "White Lines" de Álex Pina ("La Casa de Papel"); "Glória" de Tiago Guedes e mais recentemente "Rabo de Peixe".
Rafael Morais foi nomeado como Melhor Actor Principal nos Globos de Ouro pelos filmes "Como Desenhar um Círculo Perfeito" e "Sangue do Meu Sangue" e foi distinguido com o conceituado Prémio L'Oreal Rising Star no LEFFEST - Lisbon & Estoril Film Festival.
Em 2023, Rafael Morais foi distinguido com o prémio de Melhor Actor Principal no Festival de Cinema PriFest pela sua prestação no filme "A Cup of Coffee and New Shoes On", recebendo também vários elogios da critica internacional, elogiando o seu desempenho como uma das melhores interpretações do ano, nomeadamente pela revista de cinema norte-americana Variety  e pela britânica Screen Daily.  
Em 2024, Rafael Morais foi um dos Berlinale Talents Actors  e recebeu uma nomeação como Melhor Actor Principal nos Prémios Sophia da Academia Portuguesa de Cinema pela sua interpretação de Amadeo de Souza-Cardoso no filme Amadeo. Foi ainda premiado com o Prémio de Melhor Actor Cineuphoria pelo filme "Pátria" de Bruno Gascon.
Também em 2024, Rafael Morais foi convidado a tornar-se membro da European Film Academy, presidida por Juliette Binoche, sendo actualmente o único actor português membro da Academia.
Rafael Morais realizou ainda o filme "You Are the Blood" (Seleção Oficial do Festival NewFilmMakers e Indielisboa International Film Festival).

## Teatro
Em teatro destacam-se os espetáculos "Music Around Circles" de Marco Martins; "The Constitution" de Mickael de Oliveira no MiMoDa Studios em Los Angeles; "The Kitchen" de Arnold Wesker no TEC; "The Party" criação original dos Nature Theater of Oklahoma e "Man to Man" de Manfred Karge, encenado por Carlos Aladro, uma produção Arena Ensemble.

## Filmografia
| Ano  | Filme                                       | Personagem     | Realizador              |
| ---- | ------------------------------------------- | -------------- | ----------------------- |
| 2008 | Um Amor de Perdição                         | Manuel Botelho | Mário Barroso           |
| 2009 | Como Desenhar um Círculo Perfeito           | Guilherme      | Marco Martins           |
| 2009 | Gone                                        | John           | David Brooks            |
| 2009 | L'arc-en-Ciel                               | Gary           | David Bonneville        |
| 2011 | Sangue do Meu Sangue                        | Joca Fialho    | João Canijo             |
| 2011 | You Are the Blood                           | David          | Rafael Morais           |
| 2011 | Trabalho de Actriz, Trabalho de Actor       |                | João Canijo             |
| 2012 | Joshua Tree, 1951: A Portrait of James Dean | Johny          | Matthew Mishory         |
| 2015 | Chasing Eagle Rock                          | Raffa          | Erick Avari             |
|      | Oh Gallow Lay                               |                | Julia Wayser            |
| 2019 | Silence                                     | Leo            | Francisco Froes         |
| 2020 | White Lines                                 | Young Boxer    | NETFLIX                 |
| 2021 | We Won't Forget                             | Tom            | Luke Eberl/Edgar Morais |
| 2021 | Glória                                      | Domingos       | Tiago Guedes            |
| 2023 | Amadeo                                      | Amadeo         | Vicente Alves do Ó      |
| 2023 | A Cup of Coffee and New Shoes On            | Agimi          | Gentian Koçi            |
| 2023 | Mal Viver                                   | Alex           | João Canijo             |
| 2023 | Homeland                                    | Jonas          | Bruno Gascon            |
| 2023 | Lugar 54                                    |                | RTP                     |
| 2023 | Hotel do Rio                                | Alex           | João Canijo             |
| 2023 | Madrugada Suja                              | Filipe Madruga | Sebastião Salgado       |
| 2023 | Malcriado                                   | Vicente        | Vicente Alves do Ó      |
| 2023 | Rabo de Peixe                               | Morcela        | NETFLIX                 |
| 2023 | Entroncamento                               | Matreno        | Pedro Cabeleira         |